# 1487 w literaturze
Wydarzenia literackie w 1487 roku.

## Nowe książki
- Heinrich Kramer, Jakob Sprenger, Malleus Maleficarum (Młot na czarownice)